# Зауервейд, Александр Александрович
Александр Александрович Зауервейд — русский художник.

## Биография
Александр Зауервейд родился в семье русского художника немецкого происхождения, профессора батальной живописи Императорской Академии художеств Александра Ивановича Зауервейда. Воспитывался в Академии художеств, где преподавал его отец и 19 сентября 1839 года получил золотую медаль второй степени за представленные картины по классу живописи морских видов. Эти две картины, носящие одинаковое название «Буря на море», произвели хорошее впечатление на академической выставке 1839 года. Получил большую золотую медаль (1841) за картину «Вид с натуры в гавани в Гавре». Получил звание художника XIV класса (1842) и был отправлен за границу в качестве пенсионера Академии художеств.
Александр Александрович Зауервейд умер от чахотки, по предположению П. Н. Столпянского это произошло за пределами Российской империи.
Его брат Николай тоже стал художником и тоже умер довольно молодым вскоре после окончания Академии художеств.